# Nasser Zarafshan
Nasser Zarafshan est un avocat iranien, défenseur des droits humains.
Le 19 mars 2002, au terme d'un procès secret, un tribunal militaire iranien l'a condamné à 5 ans d'emprisonnement et à 70 coups de fouet.
Il a été condamné à 2 années de prison pour avoir rendu publiques des informations d'État, à 3 ans d'emprisonnement pour détention d'armes à feu, ainsi que 70 coups de fouet pour détention illicite d'alcool.
Il s'est également vu interdire l'exercice de la profession d'avocat, alors que seule une juridiction disciplinaire d'avocats est en droit de prendre une telle sanction.
Le 16 juillet 2002, la commission de recours de Téhéran a confirmé sa peine et, le 7 août 2002, il a commencé à purger ses cinq années d'emprisonnement.
Selon les informations recueillies, la Cour suprême a confirmé sa peine le 25 novembre 2003.
Nasser Zarafshan a été poursuivi en justice pour avoir divulgué des «informations confidentielles» sur une procédure judiciaire controversée et largement médiatisée, dans le cadre de laquelle il représentait la famille de militants politiques tués en 1998 dans l'affaire dite des «meurtres en série». Il avait également été inculpé de détention d'armes et d'alcool dans son cabinet d'avocats, à la suite d'une perquisition effectuée à son bureau en l'absence de son avocat, alors que lui-même se trouvait en détention.
Au mois de novembre 2004, l'Assemblée générale des Nations unies a adopté une résolution condamnant la situation relative aux droits fondamentaux dans le pays. Le texte attirait l'attention notamment sur «le non-respect des normes internationales dans l'administration de la justice, l'absence de garanties d'une procédure régulière, le refus de garantir un procès public et équitable et le droit à un avocat», et déplorait certaines formes de discrimination systématique. L'Assemblée générale priait le gouvernement iranien de nommer un procureur indépendant et impartial à Téhéran et d'honorer ses obligations internationales. La visite du Groupe de travail des Nations unies sur les disparitions forcées ou involontaires a été ajournée à la demande des autorités iraniennes.